# Luis Everaert Dubernard
Luis René Everaert Dubernard (Ciudad de México, 12 de agosto de 1923 - Ciudad de México, 27 de diciembre de 2018) fue un cronista mexicano de origen belga, especializado en Coyoacán. Estudió la licenciatura en ingeniería química de la UNAM, donde también realizó estudios de física. Fue integrante del Consejo de la Crónica de la Ciudad de México.[cita requerida]
Se desempeñó como presidente de la Sociedad Defensora del Tesoro Artístico, fue colaborador en medios nacionales como Excélsior y Novedades, y se hizo acreedor al Premio Nezahualcóyotl, que otorga el Instituto Cultural Domecq, por su ensayo El exvoto como expresión popular. Entre otros reconocimeintos, recibió también el Premio Bellas Artes de Ensayo Literario Malcolm Lowry 1992, por su Ensayo sobre la vida y la obra de Emile Chabrand.
La dedicación por investigar y conocer más sobre Coyoacán, lugar que le dio cabida durante su vida, le valió el nombramiento, en 1988, como cronista de esa zona del sur de la Ciudad de México. Fue nominado por Guillermo Tovar de Teresa, muy amigo suyo y presidente en ese entonces del consejo que fue creación suya.[cita requerida]

## Seminario de Cultura de Coyoacán
En 1998, María Eugenia López Brun, Subdirectora de Cultura en la delegación Coyoacán hoy alcaldía, le solicitó una charla sobre el historiador Francisco Sosa y la historia de la nomenclatura de la calle considerada eje patrimonial por el INAH que lleva su nombre, fue así como iniciaron las charlas en el Salón Morelos de la Casa de Cultura Jesús Reyes Heroles un 17 de julio de 1998. 
Tras 20 años de charlas ininterrumpidas, el Seminario de Cultura de Coyoacán se convirtió en un espacio de charla y conversación en el que se daban cita vecinos, discípulos y cronistas de Coyoacán. Luis Everaert impartió más de mil charlas todos los lunes en la casa de Cultura Jesús Reyes Heroles.

## Homenaje
El 18 de octubre de 2019, la secretaría de cultura de Coyoacán realizó un homenaje a Luis Everaert Dubernard, reconociendo su labor como cronista en la alcaldía, al haber impartido conferencias sobre la vida de Coyoacán y sus habitantes por más de 30 años.

## Obra Publicada
- Coyoacán a vuelapluma, Banco de Atlántico, 1986. || La bella época en México, Salvat, 1993. || México 1990, Salvat, 1994. || Páginas sueltas de Coyoacán, Gobierno del Distrito Federal, 2000.

- Chabrand, Emile, De Barceloneta a la República Mexicana, Banco de México, 1989. || Chambers Gooch Iglehart, Fanny, Los mexicanos vistos de cerca, Banco de México, 1993.

#### Obra colaborativa
- Coyoacán, entre la historia y la crónica, s.p.i., 2007. || Frida’s Blue House, Chapa Ediciones, 2007.